# Simple API for XML
Simple API for XML o SAX è un'API per numerosi linguaggi di programmazione che permette di leggere ed elaborare dei documenti XML.
Contrariamente al DOM, il SAX processa i documenti linea per linea.
Il flusso di dati XML è unidirezionale, così che dati a cui si è acceduto in precedenza non possono essere riletti senza la rielaborazione dell'intero documento.